# Janus Dousa

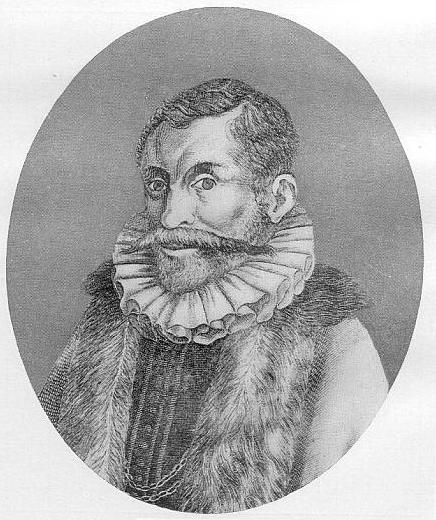
Janus Dousa

Janus Dousa (egentligen Jan van der Does), född 5 december 1545 i Noordwijk, död där 8 oktober 1604, var en nederländsk statsman, krigare och författare. 
Dousa anklagades 1565 för delaktighet i en sammansvärjning mot den spanska styrelsen, var 1572, 1584 och 1585 sändebud i England för att utverka hjälp under frihetsstriden, ledde 1574 det berömda försvaret av Leiden, blev till belöning därför det 1575 i nämnda stad stiftade universitetets förste styresman (curator) och 1585 dess bibliotekarie, var därjämte under många år holländsk statsarkivarie och blev 1591 ledamot av Generalstaternas höga råd. 
Dousa författade flera band latinska verser, bland annat Epigrammata etc. (1569) och Nova poëmata (1575) och kommentarer till Horatius och andra romerska skalder. Hans förnämsta arbete är Annales rerum a priscis Hollandiæ comitibus... gestarum, en holländsk historia, som 1599 utgavs i metrisk form, men 1601 utkom på prosa under titeln Bataviæ Hollandiæque annales.